# Николаевка (Думиничский район)
Николаевка — деревня в Думиничском районе Калужской области.

## История
После польского нашествия начала 17 века на месте бывшей деревни Воймирово образовалась одноимённая пустошь. В 1672 полпустоши Воймировой (бывшее поместье Тимофея Ивашенцова, а потом сына его Филона) пожаловано Роману Аристарховичу Яковлеву. Другую половину он выменял в 1685 у Артемия Губастова. Следующим владельцем пустоши был сын Романа Яковлева Леонтий (ум. 1735).
В 1782 г. её владельцами числятся прапорщик Михаил Львович Ртищев (сын Льва Мих. Ртищева (ум. 1774) и его жены Анны Леонтьевны урожд. Яковлевой) и его незамужняя тётка Прасковья Леонтьевна Яковлева — правнучка Аристарха Андреевича и последняя представительница мещовской ветви дворян Яковлевых. У них 843 десятины земли в бесспорном владении и ещё 100 — в спорах с Дмитрием Петровичем Домогацким.
В конце 18 века пустошь была заселена крестьянами, вероятно — из с. Бардыкино, другого владения Яковлевых-Ртищевых. На ней образовались две деревни — Воймерово и Николаевка.
Михаил Львович Ртищев (ум. 1831) уже в преклонном возрасте (в 1826) вторым браком женился на Татьяне Евгеньевне Кашкиной (1787—1857). Детей у него не было, и с его смертью пресеклась мещовская ветвь рода, основателем которой был его дед капитан артиллерии Михаил Данилович Ртищев (ум. 1735), сын М. Г. Ртищева.
Т. Е. Ртищева полученное после смерти мужа имение — сельцо Бардыкино в Мещовском уезде, деревни Заборье, Воймерово и Николаевку — завещала племяннику Сергею Николаевичу Кашкину (1799—1868), бывшему декабристу.
В 1859 в деревне Николаевка числилось 44 двора, 314 жителей.
В 1869 г. по разделу с братьями земельные и лесные угодья в деревнях Николаевка и Воймерово получил Сергей Сергеевич Кашкин (1835—1893). У него было 2 сына. Старший, Александр, 1871 г.р., и был последним помещиком деревни Николаевка.
С 1930 г. — колхоз «Красный патриот». Перед войной — 36 дворов.

## Население
| 2002 | 2010 |
| ---- | ---- |
| 5    | ↘2   |